# Jean-Joseph Casot
Jean-Joseph Casot, né le 4 octobre 1728 à Paliseul, Belgique (alors dans la Principauté de Liège) et décédé le 16 mars 1800 à Québec (Canada) est un prêtre jésuite belge. Missionnaire en Nouvelle-France à partir de 1757, il fut le dernier survivant des missionnaires jésuites envoyés d’Europe au Canada, la Compagnie de Jésus ayant été supprimée en 1773,.

## Biographie
Fils de Jacques Casot et Jeanne Dauvin, Jean-Joseph est né le 4 octobre 1728 à Paliseul, dans le Luxembourg belge (alors paroisse de la principauté de Liège). Il entre chez les jésuites, comme frère coadjuteur, le 16 décembre 1753 et fait son noviciat à Paris.
Envoyé en Nouvelle-France il arrive à Québec en 1757, y servant d’abord le collège des jésuites comme cuisinier. Étant donné le transfert de la Nouvelle-France à la Couronne britannique l’arrivée de jésuites français supplémentaires devient impossible. Aussi Casot est-il nommé responsable de l’école primaire du collège (1761), encore largement occupé par les troupes anglaises.
En 1763, le supérieur, Auguste de Glapion, le nomme économe-procureur de la mission et lui demande de se préparer à recevoir l’ordination sacerdotale, pour suppléer au manque de prêtres dans la région. Il est ordonné prêtre par Jean-Olivier Briand le 20 décembre 1766, à Québec. Il passe le reste de sa vie à administrer les biens de la Compagnie de Jésus en Nouvelle-France tout en étant durant de nombreuses années (1783-1796) confesseur des religieuses de l'Hôtel-Dieu de Québec.
Un des documents laissés par Casot (une lettre?) mentionne pour la première fois la "Rivière des Envies", qui se déverse à Saint-Stanislas dans la rivière Batiscan.
Jusqu'à ses derniers jours il reste actif et gère sagement les biens de la Compagnie de Jésus. Décédé le 16 mars 1800, à Québec, plus d’une vingtaine d’années après la suppression de la Compagnie de Jésus (en 1773), Casot était le dernier survivant des jésuites de l’ancienne mission de Nouvelle-France.
Durant les dernières années de sa vie et dans son testament, il avait tenté de régler le sort des propriétés qui faisaient partie de l'actif des jésuites dans le pays. Malgré ses efforts, sa mort ouvrit une longue période de conflits concernant les biens des jésuites.
Les jésuites revinrent au Canada en 1842, avec Clément Boulanger.

## Hommages
- Une avenue a été nommée en son honneur dans la ville de Québec en 1930[5].